# Hồ Üüreg
Üüreg Nuur (tiếng Mông Cổ: Үүрэг нуур) là một hồ nước mặn tại miền tây Mông Cổ, ở phía tây bắc của Bồn địa các hồ lớn, gần rìa phía tây của bồn địa Uvs Nuur.